# Futbol'ny Klub Dynama-93 Minsk
Il Futbol'ny Klub Dynama-93 Minsk (in bielorusso Футбольны клуб Дынама-93 Мінск?), meglio noto come Dinamo-93 Minsk, è stata una società calcistica bielorussa con sede nella città di Minsk.

## Storia
La società venne fondata nel 1992 come squadra riserve della Dinamo Minsk. Al termine della stagione 1992, cambiò denominazione per la prima volta in Belarus Minsk, per poi passare alla denominazione di Dinamo-93 Minsk l'anno seguente. Nel 1998 la squadra si sciolse dopo soli 6 anni per dissesto finanziario. Nella sua breve esistenza, partecipò per sette stagioni alla Vyšėjšaja Liha, la massima serie del campionato bielorusso di calcio, giungendo per una volta secondo e per tre volte terzo. Vinse dopo i tiri di rigore la Coppa di Bielorussia nell'edizione 1994-1995. Partecipò anche a un'edizione della Coppa UEFA, a un'edizione della Coppa delle Coppe e una della Coppa Intertoto UEFA.

## Palmarès

### Competizioni nazionali
- Coppa di Bielorussia: 1

1994-1995
- Peršaja Liha: 1

1992

### Altri piazzamenti
- Campionato bielorusso:

Secondo posto: 1993-1994
Terzo posto: 1992-1993, 1994-1995, 1995
- Coppa di Bielorussia:

Finalista: 1996-1997
Semifinalista: 1995-1996, 1997-1998

## Statistiche

### Partecipazione alle competizioni UEFA
| Stagione  | Competizione      | Turno                     | Club             | Risultato | Risultato | Risultato |
| Stagione  | Competizione      | Turno                     | Club             | andata    | ritorno   | aggregato |
| --------- | ----------------- | ------------------------- | ---------------- | --------- | --------- | --------- |
| 1995–1996 | Coppa delle Coppe | Turno preliminare         | Molde            | 1-1       | 1-2       | 2-3       |
| 1996–1997 | Coppa UEFA        | Primo turno preliminare   | Tiligul Tiraspol | 3-1       | 1-1       | 4-2       |
| 1996–1997 | Coppa UEFA        | Secondo turno preliminare | Helsingborg      | 1-1       | 0-3       | 1-4       |
| 1997      | Coppa Intertoto   | Fase a gironi             | Heerenveen       | 1-0       | 1-0       | 1-0       |
| 1997      | Coppa Intertoto   | Fase a gironi             | Polonia Varsavia | 4-1       | 4-1       | 4-1       |
| 1997      | Coppa Intertoto   | Fase a gironi             | Duisburg         | 0-1       | 0-1       | 0-1       |
| 1997      | Coppa Intertoto   | Fase a gironi             | Aalborg          | 1-2       | 1-2       | 1-2       |